# Suga Luv
<Suga Luv>는 비즈니즈가 2009년 7월 발표한 디지털 싱글 앨범이다. 이 앨범에는 특히 아이유의 지원 사격 피쳐링이 눈길을 끈다. 이 밖에도, TBNY의 얀키, 진보, Dok2가 이 앨범에 참여했다.

## 수록곡
1. Suga Luv (Feat. 아이유)
2. Good Music (Feat. Yankie of TBNY, 진보, Dok2)
3. Suga Luv (Feat. 아이유) (Inst.)
4. Good Music (Feat. Yankie of TBNY, 진보, Dok2) (Inst.)